# Elaphidion mayesae
Elaphidion mayesae là một loài bọ cánh cứng trong họ Cerambycidae.